# G10 GO!貨櫃市集
G10 GO!貨櫃市集位於臺灣桃園市桃園區，由桃園市政府青年事務局規劃，2018年11月3日正式開幕。市集坐落桃園藝文特區大興西路、中正路口，因位於桃園捷運綠線G10站出入口預定地而命名。因配合桃園捷運綠線工程，於2020年8月30日停止營業。

## 簡介
「G10 GO!市集」基地佔地507坪，土地為昇龍投資開發股份有限公司所有，因企業短期暫無規畫，因此無償供市府利用打造貨櫃市集。市集由28個大型彩繪貨櫃組成，整體營造三大主題風格，分別為工業、文青與網美風。